# 퍼지 나이트

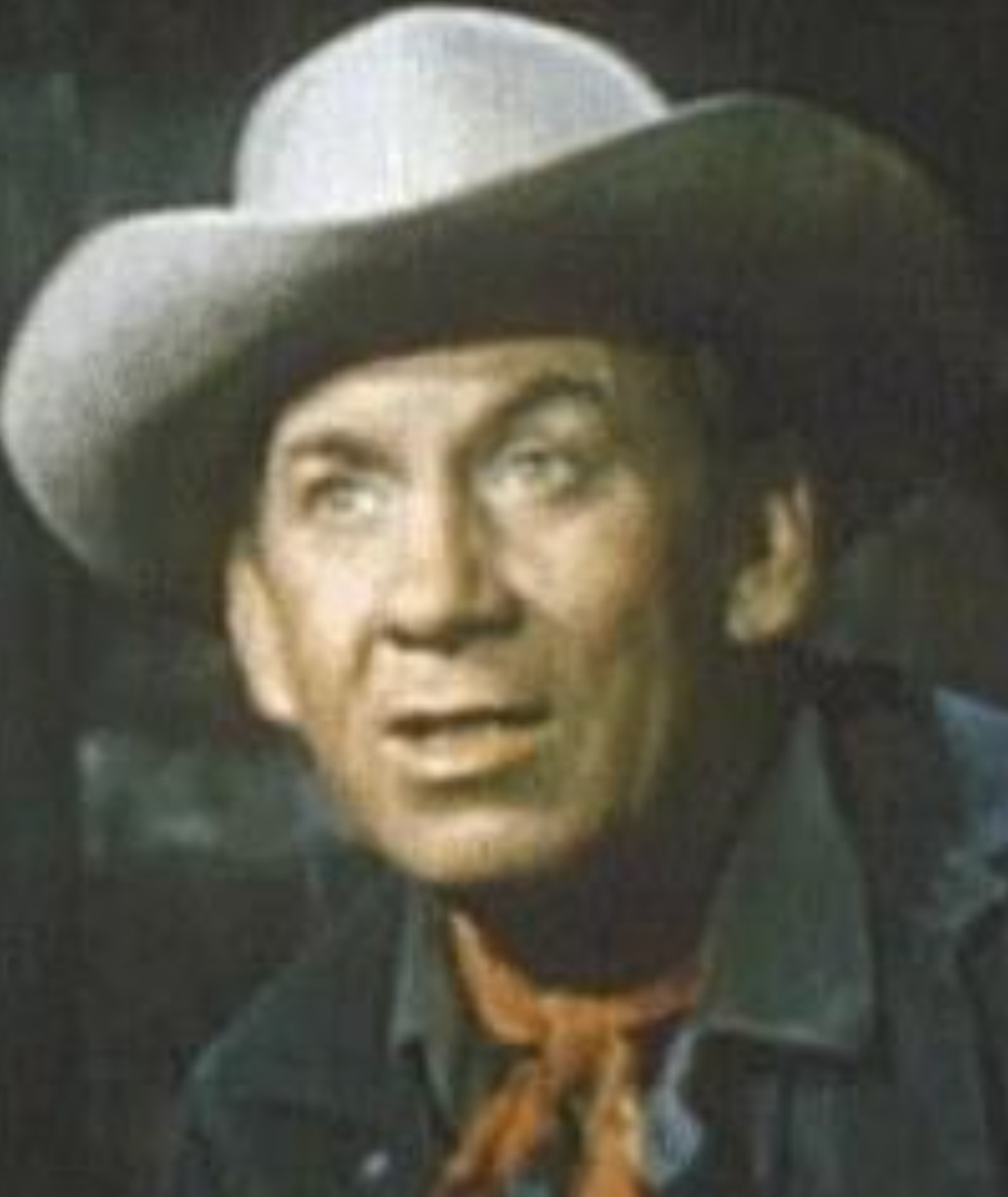

퍼지 나이트(Fuzzy Knight, 1901년 5월 9일 ~ 1976년 2월 23일)는 미국의 배우, 텔레비전 배우, 작곡가 겸 작사가, 영화배우이다.
우들랜드힐스에서 사망하였다. 사인은 심근 경색이다.

## 영화
- 천 개의 언덕 (1959년)
- 오명의 목장 (1952년)
- 쇼 보트 (1951년)
- 다운 투 더 씨 인 쉽스 (1949년)
- 어드벤처 오브 갤런트 베스 (1948년)
- 애그 앤 아이 (1947년)
- 콜벳 K-225 (1943년)
- 셰퍼드 오브 더 힐 (1941년)
- 자니 아폴로 (1940년)
- 브릭햄 영 (1940년)
- 카우보이와 숙녀 (1938년)
- 북해의 남아 (1938년)
- 트레일 오브 더 론섬 파인 (1936년)
- 평원의 사나이 (1936년)
- 조지 화이트의 1935 스캔달 (1935년)
- 물랑 루즈 (1934년)
- 라스트 라운드업 (1934년)
- 컴 온 마린스 (1934년)
- 투 더 라스트 맨 (1933년)
- 선셋 패스 (1933년)
- 언더 더 톤토 림 (1933년)
- 다이아몬드 릴 (1933년)